# 古田将士
古田 将士（ふるた まさし、1954年1月20日 - ）は、日本の元俳優。本名および旧芸名、古田 正志（読み同一）。
長野県出身。帝京大学中退。俳優座映画放送、仕事、坂東事務所に所属していた。

## 人物
スタントマン、付き人を経て、文学座付属演劇研究所に入り役者を目指す。
その後は芸能プロに所属し、本名でテレビドラマや映画に出演。1979年9月より、萩本欽一のバラエティ番組『欽ちゃんのドーンとやってみよう』（通称・『欽ドン!』）にレギュラー出演。
『欽ドン!』出演と同時期の1979年から1981年にかけては、テレビドラマ『江戸の牙』（テレビ朝日系）や『ウルトラマン80』（TBS系）にレギュラー出演した。
その後、仲代達矢によって「古田 将士」の芸名を与えられ、1990年代前半まで活動した。主に脇役中心の活動だったが、1988年には新藤兼人監督の映画『さくら隊散る』で丸山定夫役を演じ、初主演を果たす。また、同作で共演した未來貴子と結婚している。
特技は、少林寺拳法、乗馬。

## 出演

### テレビドラマ
- 土曜ワイド劇場（ANB）
  - 迷探偵コンビ危機一髪! 善人村の幽霊祭り（1979年）
  - 隠しカメラの人妻 行きずりの情事が死を招く!（1985年）
  - 特急"白鳥"十四時間（1985年）
  - 迷探偵記者羽鳥雄太郎と駆け出し女刑事シリーズ
    - 迷探偵記者・羽鳥雄太郎と駆出し女刑事 飛騨高山に女の幽霊を見た!（1985年）
    - 迷探偵記者・羽鳥雄太郎と駆出し女刑事II 烏羽の海に花嫁の死体を見た!（1986年）
    - 迷探偵記者・羽鳥雄太郎と駆出し女刑事III 別府温泉の湯けむりに女の死体を見た!（1987年）
    - 迷探偵記者・羽鳥雄太郎と駆出し女刑事IV 山陰の秘湯湯村温泉に殺意が走る!（1987年）

  - 白の処刑（1986年）
  - 京都マネーゲーム殺人事件（1989年）
  - 上流社会花嫁スキャンダル殺人事件（1990年）
  - 伊豆天城峠殺人交差（1992年）
- 江戸の牙（1979年 - 1980年、ANB） - 見習い同心・磯貝三一郎（さぶ）
- 大河ドラマ（NHK）
  - 獅子の時代（1980年） - 隈元警部補
  - 太平記 第5回「危うし足利家」（1991年） - 安藤十郎
- 蒼き狼 成吉思汗の生涯（1980年、ANB）
- ウルトラマン80 第27話「白い悪魔の恐怖」 - 第50話「あっ! キリンも象も氷になった!!」（1980年 - 1981年、TBS） - フジモリ新八郎
- 愛の滑走路'81 第10話「翼は国境を越えて」（1981年、TBS）
- 江戸の用心棒 第16話「危うし! 又八郎」（1981年、CX）
- 赤かぶ検事奮戦記 第2シリーズ 第6話「ヘアー」（1981年、ABC） - 土田元昭
- 必殺シリーズ（ABC）
  - 新必殺仕事人 第33話「主水 安心する」（1982年） - 友三
  - 必殺仕事人III 第36話「ニセ占いで体力消耗したのは主水」（1983年） - 与一
  - 必殺仕事人IV 第36話「主水 流れ星に願いをかける」（1984年） - 竹造
- 火曜サスペンス劇場（NTV）
  - バックミラーの中の女（1982年）
  - 不運な女（1985年）
  - 花嫁は眠れない（1987年）
- 月曜ワイド劇場（ANB）
  - 女の事件簿 母子無理心中（1983年）
  - 深川通り魔殺人事件（1983年）
  - 想い出のグリーンガラス（1984年）
  - 美貌のメス・女外科医が見た大病院の疑惑!（1985年）
- 特捜最前線 第376話「警官汚職地図!」（1984年、ANB）
- 木曜ゴールデンドラマ / あなたに似た子（1985年、YTV）
- 水曜ドラマスペシャル / 恋の面 愛はまぼろしか（1986年、TBS）
- ヤヌスの鏡 第14話「変身はパトカーの中で」（1986年、CX）
- 夏樹静子サスペンス / 崖の上の女（1986年、KTV）
- 金曜女のドラマスペシャル / 再会 その危険な罠（1987年、CX）
- ドラマ女の手記 / 温泉仲居物語 天城・嫁姑の湯けむり激突（1987年、TX）
- 土曜ドラマスペシャル（TBS）
  - 朱夏の女たち（1988年）
  - 六千万円抱かされた女（1989年）
- 月曜・女のサスペンス / 父は戦争に行った（1988年、TX）
- 熱き炎の旅（1988年、TX） - 山本鼎
- 男と女のミステリー / 男たちの熱い夜（1988年、CX）
- さすらい刑事旅情編（ANB）
  - さすらい刑事旅情編 第21話「信州雪景色・汽車を歌う男」（1989年）
  - さすらい刑事旅情編IV 第6話「二重結婚詐サギ! 山手線の女」（1991年）
  - さすらい刑事旅情編V 第13話「山形新幹線・殺意の名将戦振り飛車の女」（1993年）
- はぐれ刑事純情派II 第24話「夜を歩く女」（1989年、ANB）
- 鬼平犯科帳 第1シリーズ 第16話「盗法秘伝」（1989年、CX） - 弥吉
- 火曜スーパーワイド / 美人OL探偵と窓際刑事 L特急あさま信濃路殺人事件（1989年、ANB）
- 江戸中町奉行所 第10話「死を招く愛の地獄」（1990年、TX）
- 神谷玄次郎捕物控 第11話「霧の果て」（1990年、CX） - 橋本
- 女無宿人 半身のお紺 第10話「紅が眼にしみます」（1991年、TX）
- 岡っ引どぶ 第2話「流人島殺人事件」（1991年、CX）
- 火曜ミステリー劇場 / 温泉劇場殺人事件 女座長とさすらいの男（1991年、ANB）
- 刑事貴族3 第23話「偶然の略奪者」（1992年、NTV） - 今村医師
- 水戸黄門 第21部 第26話「鬼が仕組んだ姥捨山 -善光寺-」（1992年、TBS） - 又三
- 命なりけり 悲劇の外相・東郷茂徳（1994年、TBS）

### 映画
- 雲霧仁左衛門（1978年、松竹）
- 水戸黄門（1978年、東映）
- 夜叉ヶ池（1979年、松竹） - 鯖江太郎
- 日本の熱い日々 謀殺・下山事件（1981年、松竹） - 記者
- 愛しき日々よ（1984年、東宝） - 若い夫
- ブラックボード（1986年、近代映画協会）
- ハチ公物語（1987年、松竹）
- さくら隊散る（1988年、独立映画センター） - 主演・丸山定夫
- 浪人街（1990年、松竹）
- 戦争と青春（1991年、松竹）
- 曼荼羅 若き日の弘法大師・空海（1991年、東宝東和）
- 濹東綺譚（1992年、ATG / 東宝）

### オリジナルビデオ
- 我ら心をつなげ（1991年、東映教育事業部） - 松山

### その他のテレビ番組
- 欽ちゃんのドーンとやってみよう（1979年 - 1980年、CX）

### 舞台
- ジュリアス・シーザー（1977年、俳優座）
- アマデウス（1982年、サンシャイン劇場）
- 十二人の浮かれる男（1982年）
- マクベス（1982年、無名塾） - アンガス・幻影
- ハムレット（1983年、無名塾）
- ベント（1986年、無名塾）